# Impasse Ronsin
L'impasse Ronsin est une voie du quartier Necker dans le 15e arrondissement de Paris.  

## Situation et accès
L'entrée se situait entre le 150 et 152, rue de Vaugirard. Elle mesurait 125 mètres de long et 8 de large et a été absorbée dans les années 1980 par l'agrandissement de l'hôpital Necker-Enfants malades.

## Origine du nom
Elle porte le nom de l'un des propriétaires des terrains, Jean-Baptiste-Alfred Ronsin (1816-1881), menuisier d'art qui installe une usine au fond de l'impasse vers 1870. L'usine fabrique ensuite des parquets sur lambourdes et bitume au début des années 1890.

## Historique
Cette voie qui s'appelait précédemment « impasse du Luxembourg » a pris son nom actuel en 1877.
Elle abrita de nombreux ateliers d'artistes célèbres à partir des années 1870. 
La cité d'artistes au n°11 fut créée par le sculpteur Alfred Boucher, qui était propriétaire des terrains et s'y était fait construire deux ateliers à la fin du 19e siècle, quelques années avant de fonder la Ruche.
Les derniers ateliers ont été détruits en 1971, après le rachat des terrains et des immeubles par l'hôpital Necker.
Au fond de l'impasse, l'imprimerie de Vaugirard est en activité de 1897 à 1939, imprimant des revues comme Femina, des livres, ainsi que les premiers timbres en héliogravure en 1931. En 1906, ce sont environ 300 ouvriers qui y travaillent.
Une exposition intitulée Impasse Ronsin a eu lieu en 2016 et 2017 à la Kasmin Gallery à New York.
Une exposition intitulée Impasse Ronsin: Meurtre, amour et art au cœur de Paris a eu lieu en 2020 et 2021 au musée Tinguely de Bâle.

## Artistes ayant vécu ou travaillé impasse Ronsin
- No 4 : 
  - Louis Steinheil (1814-1885), peintre, habite au n°4 vers 1868, puis au 6 bis dans la villa qu'il a fait édifier en 1872.
- No 6 : 
  - Raphaël Collin (1850-1916), peintre, des années 1870 jusqu'à son décès.
  - Gaston-Louis Roux (1904-1988), dessinateur et peintre[7], de 1936 à 1970.
  - Jean Pierné (1891-1974), peintre, de 1923 à 1971. Il était le fils du compositeur et chef d'orchestre Gabriel Pierné (1863-1937).
  - Siège de l'Union pour l’Action morale fondée par Paul Desjardins.
- No 6 bis : 
  - Adolphe Steinheil (1850-1908), peintre qui habitait la villa et y fut assassiné en mai 1908, lorsque fut commis le « crime de l'impasse Ronsin », et qui reçut quelques années auparavant les fréquentes visites du président Félix Faure à sa maîtresse Marguerite Steinheil.
  - Marie Vassilieff (1884-1957), peintre et sculptrice, de 1911 à 1912 environ.
  - Pierre-Luc Feitu (1868-1936), sculpteur, de 1914 environ jusqu'à son décès.
  - Thorvald Hellesen (1888-1937), peintre et Hélène Perdriat (1894–1969), peintre et graveur, de 1920 à 1927.
- No 7 : 
  - Fanny et Alfred Prunaire, graveurs, de 1903 à 1907.
- No 8 : 
  - Constantin Brâncuşi (1876-1957) : sculpteur, de 1916 à 1927 puis au no 11 de 1927 jusqu'à son décès.
- No 11 : 
  - Jean-Georges Achard (1871-1934), sculpteur, de 1898 à 1913 environ.
  - Eva Aeppli (1925-2015), peintre et sculptrice, première épouse de Jean Tinguely, arrive en 1955.
  - Louis Mircea Bassarab (1903-1986), sculpteur, à partir de 1934.
  - Henryk Berlewi (1894-1967), peintre, de 1947 jusqu'à son décès.
  - Alfred Boucher (1850-1934), sculpteur, deux ateliers de 1892 à 1908 environ.
  - Charles-Romain Capellaro (1826-1899), sculpteur, vers 1897.
  - Paul-Gabriel Capellaro (1862-1956), sculpteur, de 1897 environ jusqu'à son décès.
  - Oscar Chelimsky (1923-2010), peintre américain, en 1949-1950, puis au n°12 jusqu'en 1962.
  - William Copley (1919-1996), peintre, de 1949 à 1962 environ.
  - Marc-Aurèle de Foy Suzor-Coté (1869-1937), peintre québécois[8], vers 1894 et 1903.
  - André Del Debbio (1908-2010), sculpteur, y donne des cours de modelage et de taille directe de 1954 à 1971[9].
  - Max Ernst (1891-1976), peintre, de 1953 à 1955.
  - Constantin Fărâmă (1893-1965), sculpteur, dans les années 30.
  - Alexandre Istrati (1915-1991) et Natalia Dumitresco (1915-1997), peintres et exécuteurs testamentaires de Brâncuşi, de 1948 à 1958.
  - Léopold Kretz (1907-1990), sculpteur, vers la fin des années 30.
  - Joseph Lacasse (1894-1975), artiste peintre et sculpteur belge naturalisé français, de 1928 à 1964.
  - François-Xavier Lalanne (1927-2008), peintre et sculpteur s'y installe en 1949 jusqu'en 1959 environ.
  - Alfred Laliberté (1878-1953), sculpteur québécois[8], de 1906 à 1912 environ.
  - Raoul Lamourdedieu (1877-1953), sculpteur et graveur en médailles français, de 1903 à 1913 environ.
  - André Lasserre (1902-1981) : sculpteur français, de 1936 à 1940.
  - Miguel Massot i Tetas (1883-1968), peintre, de 1921 à 1968.
  - Paul Mélin (né en 1864), sculpteur français élève d'Alfred Boucher[10] à partir de 1894.
  - James Metcalf (1925-2012), sculpteur, de 1956 à 1965.
  - Mariette Mills (née en 1875), sculpteur, de 1922 à 1928 environ. Brâncuşi occupera ensuite dans son atelier.
  - Alexander Phimister-Proctor (1860-1950), sculpteur, de 1897 à 1898.
  - Reginald Pollack (1924-2001) et son épouse Hanna Ben-Dov (1919-2009), peintres, de 1949 à 1961.
  - Daniel Ridgway Knight (1839-1924), peintre, vers 1873.
  - Jean Tinguely (1925-1991), sculpteur, de 1955 à 1963 et Niki de Saint Phalle (1930-2002) plasticienne, peintre, sculptrice et réalisatrice de films française, de 1960 à 1963.